# Калијум цијанид
Калијум цијанид (молекулска формула - ) је веома јак отров. Гради безбојне кристале (растворљивост у води на температури од 20 °C - 33,3%). Температура топљења калијум цијанида износи 634,5 °C. Молекулска маса 65,12, густина на температури од 20 °C: 1,55 g/cm³, раствара се у метанолу и осталим органским растварачима.
Минимална токсичност при тровању хране цени се на око  3 mg/kg масе тела, тј. за просечног човека тежине 70 kg. - око  0,2 g.
Коришћен је као отров за извршење самоубиства нпр. од стране агената у случају неуспеха мисије. Вероватно се и Адолф Хитлер отровао овим једињењем 1945.
Примена:
- у металургији сребра и злата
- у галванотехници
- у многим хемијским синтезама

За неутралисање тровања калијум цијанидом најчешће се користи активан угаљ.